# Brachystelma furcatum
Brachystelma furcatum är en oleanderväxtart som beskrevs av C. Boele. Brachystelma furcatum ingår i släktet Brachystelma och familjen oleanderväxter. Inga underarter finns listade i Catalogue of Life.